# Bari (Somalia)
 For alternative betydninger, se Bari (flertydig). (Se også artikler, som begynder med Bari)
Bari er en officiel territorial enhed i det nordlige Somalia, hvor hovedbyen er Boosaaso. Bari grænser op til de somaliske territoriale enheder Sanaag og Sool samt Adenbugten og Det Indiske Ocean.
10°50′N 50°11′Ø / 10.833°N 50.183°Ø